# Vossloh Tramlink V4
O TUE Vossloh Tramlink V4 é um modelo de veículo leve sobre trilhos, pertencente à série de VLTs Vossloh Tramlink, projetado pela empresa espanhola Vossloh Rail Vehicles e utilizados na Alemanha, na Espanha e no Brasil. Em 2016, o grupo Vossloh vendeu a divisão de veículos ferroviários em Valência para a Stadler Rail, que permanece produzindo o modelo Tramlink.

## Operação no Brasil
Desde de 2015, o modelo está em operação no Brasil, operando no VLT da Baixada Santista, entre Santos e São Vicente, no Projeto do Sistema Integrado da Região Metropolitana da Baixada Santista (SIM) da EMTU-SP.
Em setembro de 2012, o consórcio Tremvia Santos formado pela empresa espanhola Vossloh Rail Vehicles e a brasileira T’Trans, venceu a licitação para a fabricação de 22 VLTs para o sistema a ser construído entre as cidades de Santos e São Vicente no litoral paulista. O primeiro trem foi entregue em maio de 2014 e o último, em 2017.

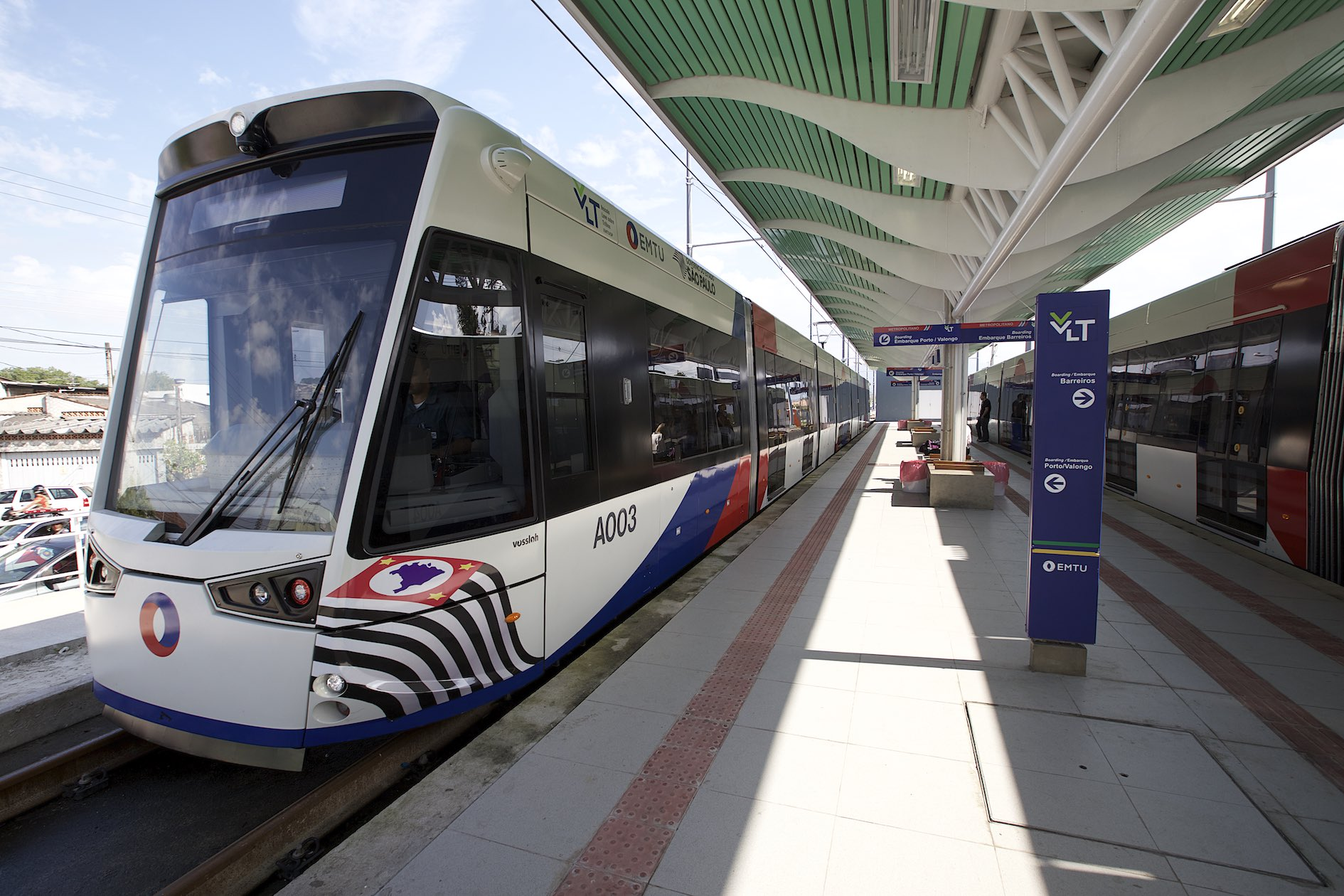
Composição do VLT de Santos alinhada numa estação em 2015.
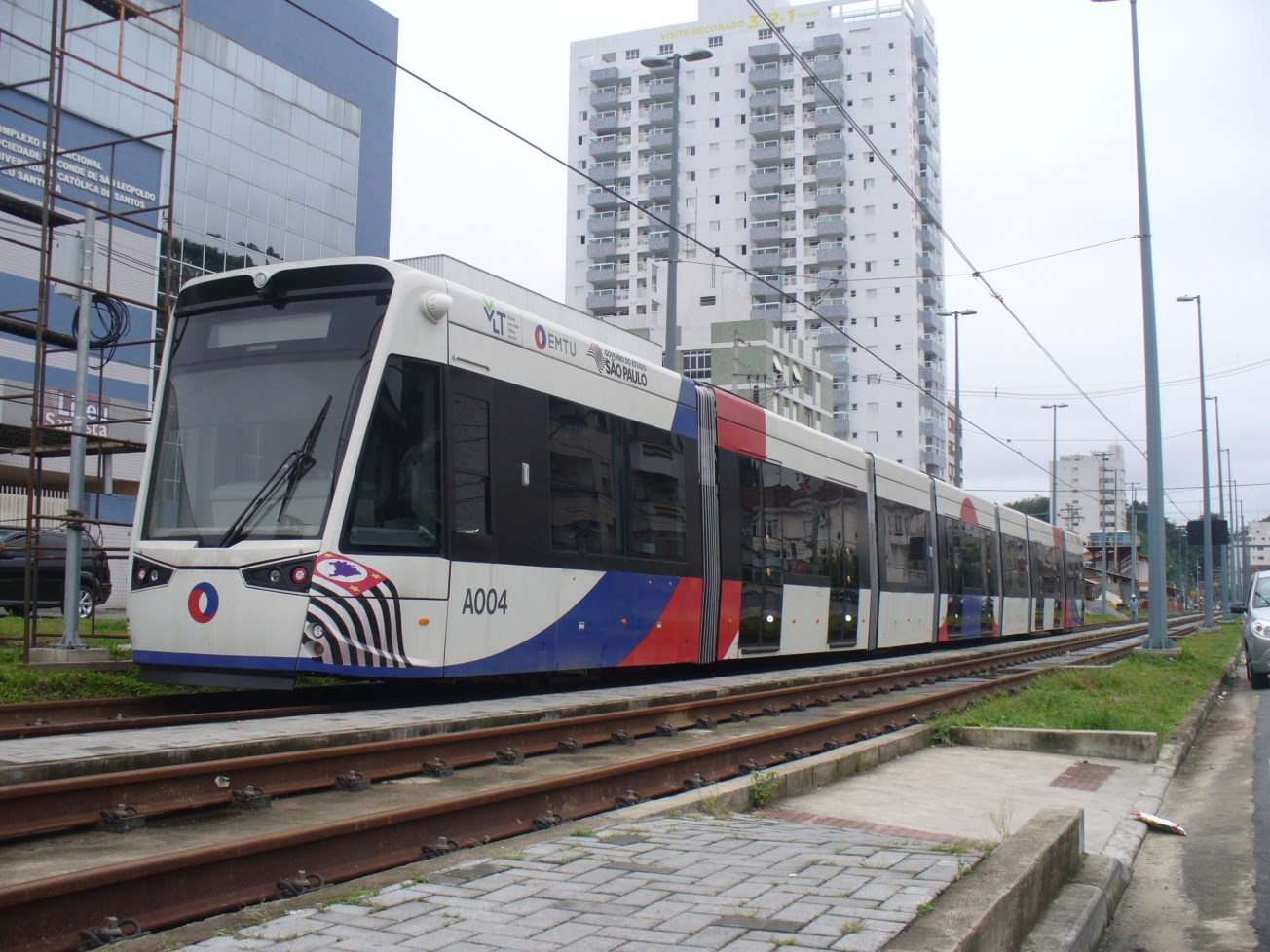
Vossloh Tramlink V4 A004 Canal 1 em Santos.
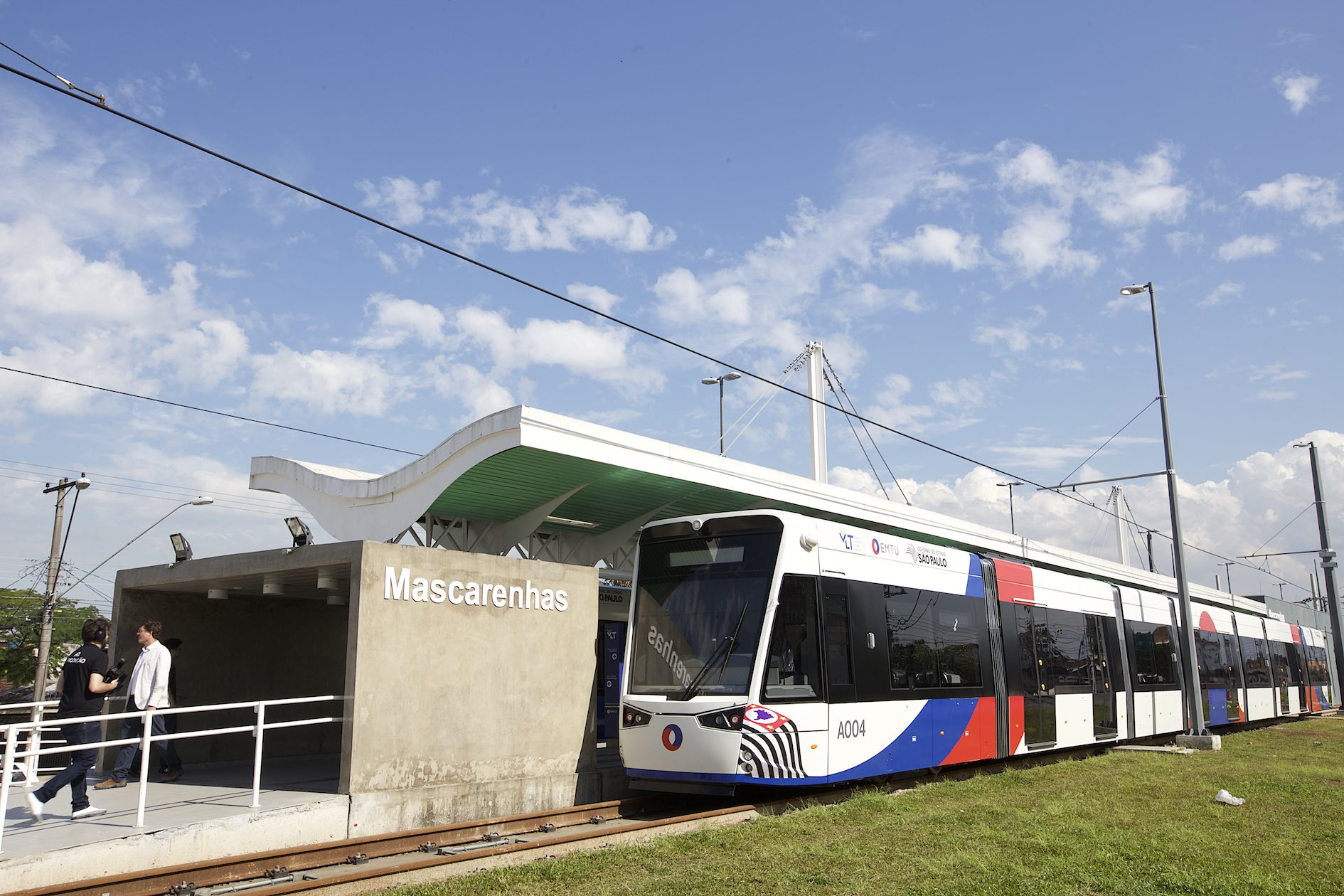
Vossloh Tramlink V4 A004 Estação Mascarenhas.